# Uwe Böttcher

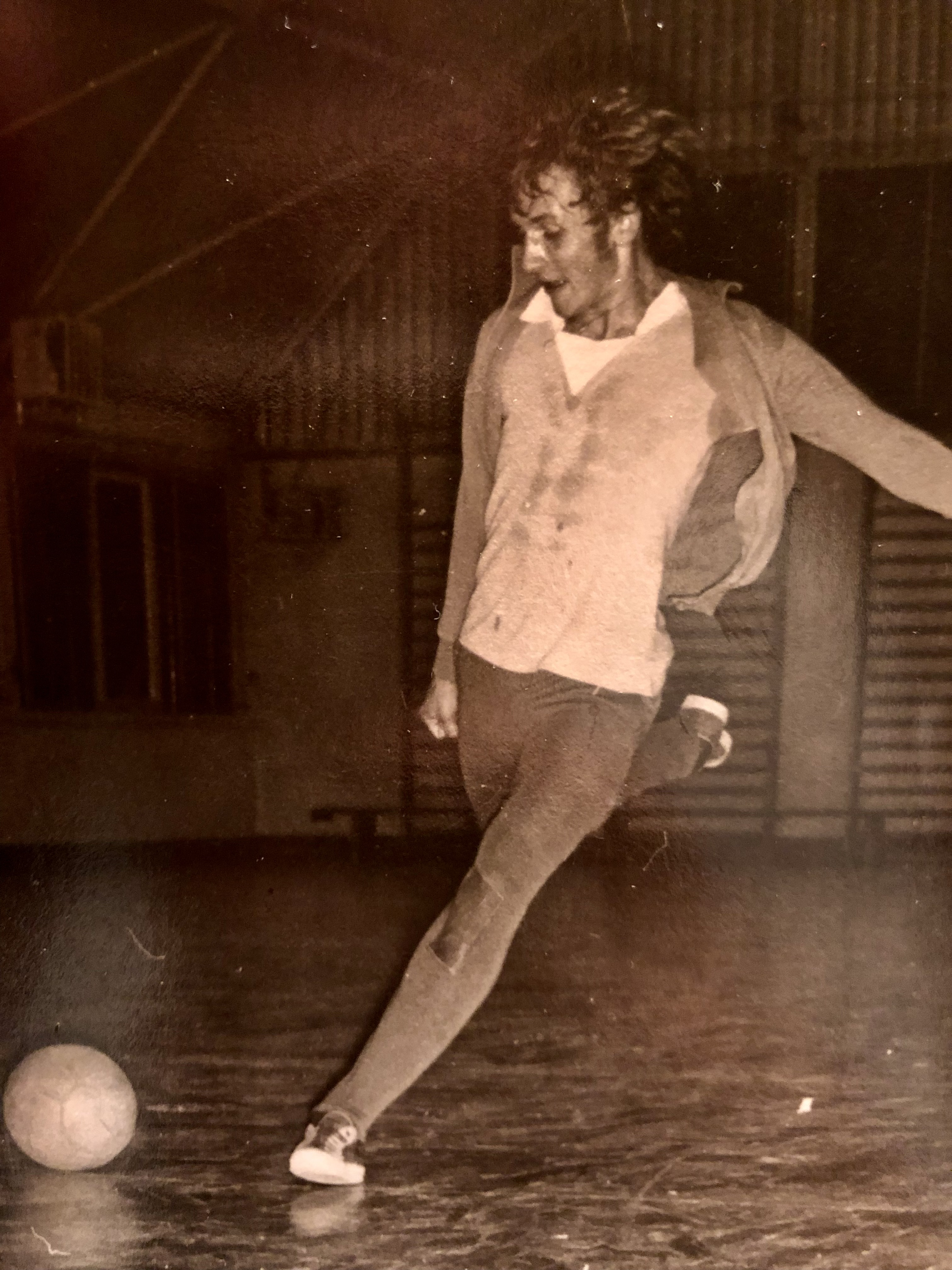
Uwe Boettcher

Uwe Böttcher (* 15. März 1962 in Burgstädt, Bezirk Karl-Marx-Stadt, Spitzname Böttch) ist ein ehemaliger deutscher Fußballspieler. In der höchsten Spielklasse des DDR-Fußballs, der Oberliga, spielte er für die BSG Wismut Aue.

## Sportliche Laufbahn
Der gelernte Instandhaltungsmechaniker begann in frühen Jahren seine fußballerische Karriere beim FC Karl-Marx-Stadt. Nach seinem Wechsel zur BSG Wismut Aue spielte er mit der U-18 der Betriebssportgemeinschaft aus dem Erzgebirge im Junge Welt-Pokal und schoss im Finale gegen die BSG Schiffahrt/Hafen Rostock des Wettbewerbs 1979 das 1:0 in der 34. Minute. Die Auer gewannen das Endspiel mit 3:0. Anfang der 1980er-Jahre zählte er zum Aufgebot der Nachwuchsoberligamannschaft der Sachsen.
In der Saison 1981/82 wurde er einmal in der Oberligaelf von Wismut aufgeboten. Das Debüt, das auch gleichzeitig sein Abschied aus dem ostdeutschen Oberhaus war, gab der damals 19-jährige Kicker bei der 0:5-Auswärtsniederlage beim BFC Dynamo am 7. Spieltag. Am 14. Oktober 1981 wurde Böttcher nach 75 Minuten für Lutz Wendler eingewechselt. Nach seiner Zeit in Aue war Böttcher in der zweitklassigen Liga für die BSG Aufbau dkk Krumhermersdorf und die BSG Motor Suhl, dem späteren 1. Suhler SV, aktiv. In 77 Spielen in dieser Spielklasse für die beiden Teams gelangen ihm zwei Treffer.

## Weiterer Werdegang
Heute lebt Uwe Böttcher gemeinsam mit seiner Ehefrau Ramona in Suhl.